# Ibarrangelu
Ibarrangelu és un municipi de Biscaia, a la comarca de Busturialdea-Urdaibai. Es tracta d'un municipi costaner, encara que el nucli principal del poble, que rep tant el nom de Ibarranguelua com Elejalde, es troba amagat darrere de la mola del Cap Ogoño en una petita vall que es comunicava amb la costa. Aquesta ubicació estratègica, molt prop del mar, però no sent visible des de la costa, permetia als habitants del poble romandre ocults davant visites indesitjables procedents de l'oceà i alhora aprofitar-se dels recursos que aquest li brindava a escassa distància.
El nom del municipi significa en euskera el recodo de la vall i al·ludeix específicament a aquesta ubicació geogràfica. El veí poble de Elantxobe es va desenvolupar a partir del segle xvi com barri pesquer d'Ibarrangelu, però se'n desannexionà a mitjan segle xix. Aquest municipi és conegut especialment perquè en el seu terme municipal es troben les platges de Laga i Laida, dues de les platges més emblemàtiques de Biscaia.